# Amy Turner
Amy Turner (25 de março de 1984) é uma ruguebolista de sevens australiana, campeã olímpica.

## Carreira
Amy Turner integrou o elenco da Seleção Australiana Feminina de Rugby Sevens medalha de ouro na Rio 2016, ela fez um try.